# Berlin Grizzlies
Der Rugby-Club Berlin Grizzlies e.V., kurz Berlin Grizzlies, ist ein Rugby-Union-Verein aus Berlin. Der im Bezirk Treptow-Köpenick beheimatete Verein spielt in der Rugby-Bundesliga.

## Geschichte
Die Grizzlies wurden im Jahr 2011 von Mick Schmidt gegründet. Zunächst starteten sie in einer Spielgemeinschaft mit der zweiten Mannschaft des USV Potsdam in der Regionalliga Nordost und gewannen diese auf Anhieb. Auf Grund der Ligareform 2012 wäre damit bereits der Aufstieg in die 1. Bundesliga möglich gewesen, jedoch entschied sich der Verein für einen Start in der 2. Bundesliga. Die Regionale Vorrunde der 2. Bundesliga 2012/13 schlossen die Berlin Grizzlies auf dem 4. Platz ab und qualifizierten sich für den Liga-Pokal. Während der Winterpause kündigte der USV Potsdam den Rückzug aus der Spielgemeinschaft an und alle verbliebenen Spiele wurden aufgegeben.
Die Saison 2013/14 starteten die Berlin Grizzlies in der 2. Bundesliga Ost in einer Spielgemeinschaft mit dem SC Siemensstadt. Sie beendeten die regionale Vorrunde auf dem 1. Platz, was die Teilnahme am DRV-Pokal ermöglichte. Während sie sich im Achtelfinale noch gegen den RC Mainz durchsetzen konnten, wurde das Viertelfinale gegen den RC Rottweil verloren. 2014/15 spielten die Grizzlies erstmals in der 1. Bundesliga Ost. Die regionale Vorrunde beendeten sie auf dem dritten Platz und qualifizierten sich damit erstmals für die Meisterrunde. Drei Spieltage vor dem Ende dieser gab es jedoch einen erneuten Rückschlag, nachdem der SC Siemensstadt die Spielgemeinschaft auflöste. Die verbliebenen Spiele wurden abgesagt.
Die Berlin Grizzlies stellten in der Saison 2015/16 erstmals eine eigene Mannschaft in der Regionalliga Nordost, die sie gewannen. 2016/17 gelang daraufhin der Durchmarsch in der 2. Bundesliga Ost. Nachdem die Grizzlies den ersten Platz in der Liga belegten, erreichten sie den Aufstieg in die 1. Bundesliga durch die Playoff-Siege gegen Bremen 1860 und die SG Odin/Döhren.
In ihrer ersten eigenständigen Saison in der Bundesliga belegten die Berlin Grizzlies 2017/18 den siebten Platz in der Nord/Ost-Staffel. Dies bedeutete für die Hauptstädter den Weg in die Relegation, in der sie sich jedoch durch einen 24:19-Auswärtserfolg beim TSV Victoria Linden behaupten konnten.

## Platzierungen
Die letzten Spielzeiten des Clubs:
| Saison  | Liga                   | Ebene | Position |
| ------- | ---------------------- | ----- | -------- |
| 2011/12 | Regionalliga Nordost   | III.  | 1.       |
| 2012/13 | 2. Bundesliga Ost      | II.   | 4.       |
| 2012/13 | Liga-Pokal Nord/Ost    | III.  | —        |
| 2013/14 | 2. Bundesliga Ost      | II.   | 1.       |
| 2013/14 | DRV-Pokal Nord/Ost     | II.   | 4.       |
| 2014/15 | 1. Bundesliga Ost      | I.    | 3.       |
| 2014/15 | Meisterrunde Nord/Ost  | I.    | —        |
| 2015/16 | Regionalliga Nordost   | III.  | 1.       |
| 2016/17 | 2. Bundesliga Ost      | II.   | 1.       |
| 2017/18 | 1. Bundesliga Nord/Ost | I.    | 7.       |